# The Catalogue
The Catalogue, v Německu vydáno pod názvem Der Katalog (další používané označení je 12345678), je box set osmi alb německé electro skupiny Kraftwerk.
Jedná se o remasterovanou řadu osmi studiových alb skupiny. Všechna alba byla převedena do špičkového zvuku a obohacena o dříve nepublikovaný design a fotografie.
Celý box set vyšel již roku 2004 v nákladu pouhých 1000 kopií v promo verzi. Komerčně pro veřejnost vydán až s pětiletým odkladem: jednotlivá zremasterovaná alba byla vydána 5. října 2009, zatímco box jako celek až 16. listopadu.
Edice sestává z následujících osmi alb, z nichž některé v této remasterované edici doznaly drobných úprav:
1. Autobahn - 1974
2. Radio-Activity - 1975
3. Trans-Europe Express - 1977, rovněž anglická verze obsahuje skladbu Abzug (původně byla skladba Abzug součástí skladby Metal on Metal).
4. The Man Machine - 1978
5. Computer World - 1981
6. Techno Pop - 1986, původně se album nazývalo Electric Cafe; v seznamu skladeb obsahuje remasterované album navíc House Phone, což je původní skladba The Telephone Call zremixovaná Françoisem Kevorkianem (původně se objevila na singlu The Telephone Call z roku 1986/87).
7. The Mix - 1991
8. Tour de France - 2003, původně se album nazývalo Tour de France Soundtracks

V roce 2012 byly vydány limitované edice The Catalogue, které se od edice z roku 2009 liší pouze černým obalem (edice z roku 2009 měla bílý obal). V dubnu toho roku byla vydána anglická edice o nákladu dvou tisíc kusů k příležitosti koncertů a výstavy Kraftwerk v Muzeu moderního umění (MoMA) v New Yorku; v listopadu potom německá edice k podobné příležitosti koncertů a výstavy v galerii Kunstsammlung Nordrhein-Westfalen v německém Düsseldorfu.

## 3-D Katalog (2017)
V roce 2009, těsně před vydáním komerčního Katalogu, uskutečnila skupina Kraftwerk pár koncertů, na nichž několik skladeb poprvé představili za použití 3D projekcí. Od roku 2011 jsou koncerty Kraftwerk celé s 3D videoprojekcemi, od roku 2013 též s 3D zvukem. Právě v době tohoto turné 2012-2016 bylo několik koncertů zaznamenáno s použitím 3D kamer. Takto pořízený materiál vyšel 27. května 2017 v dalším box setu pod názvem 3-D The Catalogue (3-D Der Katalog).
Box set vyšel v několika verzích (Blu-Ray, DVD-AUDIO, CD, LP vinyl, download...) a obsahuje koncertní záznamy všech 8 alb Kraftwerk, nahraných během let 2012-2016. Na rozdíl od jejich dřívější živé nahrávky Minimum-Maximum (2005) je však zde hluk publika zcela ztlumen, a proto 3-D The Catalogue zdánlivě působí jako studiová nahrávka. Edice obsahuje také další materiál v podobě koncertních animací, knihu s fotografiemi atd. Pořadí některých skladeb se liší od pořadí na původních albech; jsou řazeny tak, jak byly většinou prezentovány na koncertech. Zvláštností je disk číslo 7 prezentující album The Mix (1991), na kterém jsou všechny skladby převedeny do 3-D zvuku pro sluchátka.